# Kolonie Tieckow

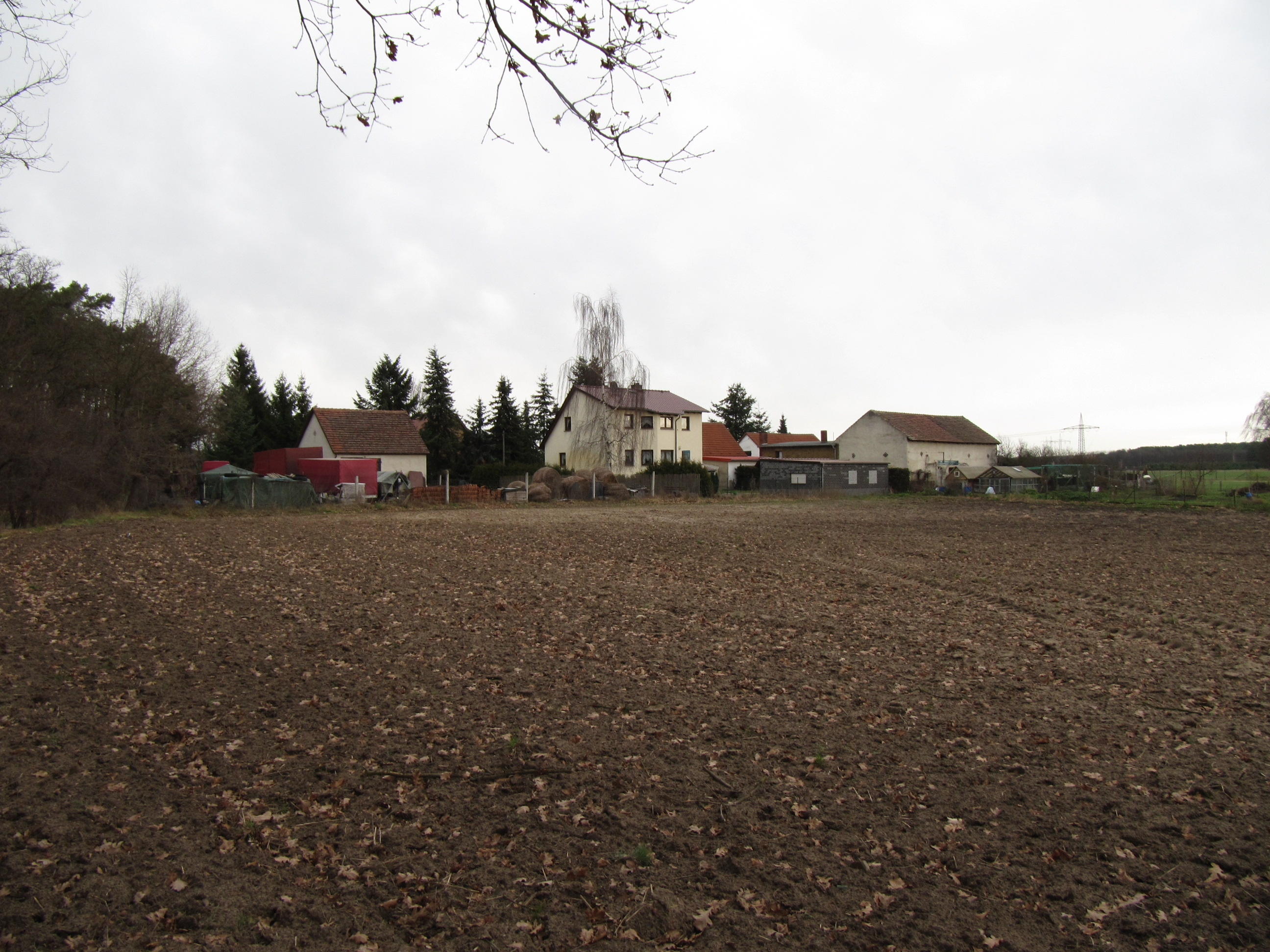
Häuser im Weiler Kolonie Tieckow

Die Kolonie Tieckow ist ein ausgewiesener Wohnplatz der Stadt Havelsee und gehört innerhalb der Stadt zum Gemeindeteil Tieckow [ˈtiːkoː]. Der Weiler liegt mit einigen Bauernhöfen und Einfamilienhäusern etwa einen Kilometer südlich des Dorfes Tieckow zwischen schmalen, bewaldeten Dünenzügen und Feldern am Eisengraben, einem Entwässerungs- beziehungsweise Abflussgraben des Bohnenländer Sees.

## Geschichte
1860 wurde die Kolonie neben dem Dorf Tieckow als zur Ortschaft gehörig erwähnt. 1885 wurde sie als einer von vier Siedlungskernen Tieckows, neben dem eigentlichen Dorf, einem Vorwerk und einer Ziegelei in Krahnepuhl beschrieben. In einer Ortsstatistik aus dem Jahr 1931 wurde Tieckow als Landgemeinde mit den Wohnplätzen Kolonie und Kranepuhl aufgeführt. 1952 kam Tieckow und mit ihm auch die Kolonie durch Eingemeindung zur Gemeinde Fohrde. Im Jahr 2002 schlossen sich die Stadt Pritzerbe und die Gemeinden Fohrde, Briest und Hohenferchesar zur neuen Stadt Havelsee zusammen.